# رنگینک دم‌گرد
رنگینک دم‌گرد (نام علمی: Pipra chloromeros) نام یک گونه از سرده رنگینک است.